# 토쿠다이지 킨요시

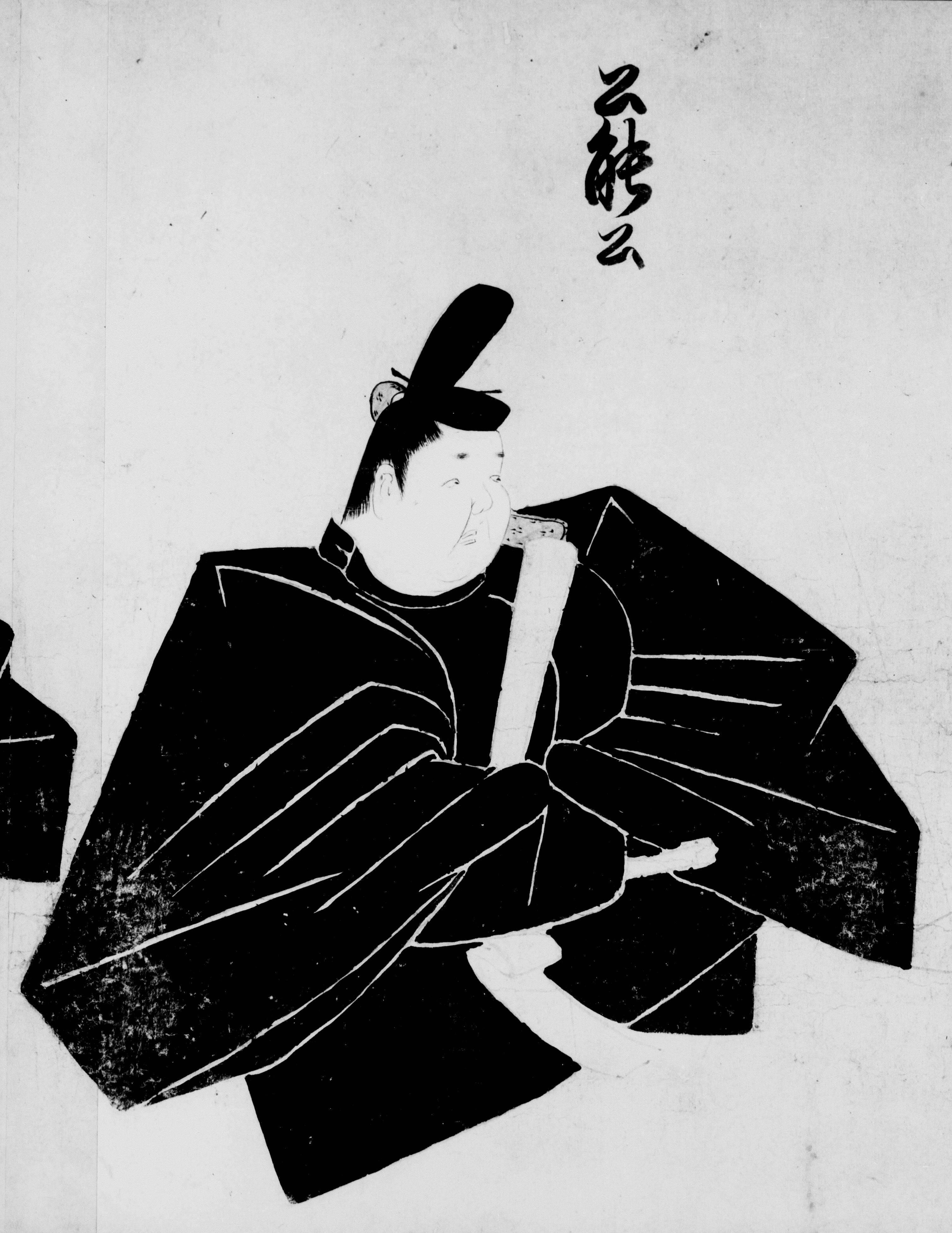

토쿠다이지 킨요시(일본어: 徳大寺 公能 とくだいじ きんよし[*])는 헤이안 시대 후기의 공경이자 가인이다. 좌대신 토쿠다이지 사네요시의 장남이다. 관위는 정2위 우대신이다. 오오이노미카도노우다이진(大炊御門右大臣)으로도 불렸다.

## 약력
이하, 『공경보임(公卿補任)』과 『존비분맥(尊卑分脈)』의 내용에 따라 기술한 것이다.
- 호안 원년 (1120년) 1월 7일 - 서작.
- 다이지
  - 원년 (1126년) 2월 24일 - 엣츄노카미
  - 2년 (1127년) 1월 19일 - 우병위좌. 11월 15일에 승전이 허락되다.
  - 3년 (1128년) 3월 14일 - 종5위상
  - 4년 (1129년) 12월 24일 - 엣츄노카미를 사퇴하다.
  - 5년 (1130년) 10월 5일 - 우소장
- 덴쇼 원년 (1131년) 1월 2일 - 정5위하. 4월 19일에는 쿠로우도
- 조쇼
  - 2년 (1133년) 1월 7일 - 종4위하. 같은 달 16일에 다시 한번 승전이 허락되다.
  - 3년 (1134년) 2월 22일 - 미마사카노스케를 겸임하다. 3월 6일에 종4위상.
- 호엔
  - 2년 (1136년) 10월 15일 - 정4위하. 11월 10일, 킨지키, 12월 4일, 좌중장
  - 3년 (1137년) 3월 16일 - 쿠로우도노토
  - 4년 (1138년) 11월 8일 - 참의, 같은 날 우다이벤을 겸임하다. 12월 29일에 시종도 겸한다.
  - 5년 (1139년) 1월 24일 - 스오우노켄스이를 겸임하다.
- 에이지 원년 (1141년) 12월 2일 - 곤츄나곤, 종3위
- 고지 원년 (1142년) 11월 14일 - 정3위
- 규안
  - 원년 (1145년) 1월 4일 - 종2위
  - 4년 (1148년) 7월 17일 - 정2위. 11월 13일에 우병위독을 겸한다.
  - 6년 (1149년) 3월 13일 - 황후궁대부를 겸한다. 8월 21일, 츄나곤. 같은 달 30일, 좌병위독.
- 닌페이 2년 (1152년) 1월 28일, 좌위문독. 2월 13일 검비위사별당
- 규주 2년 (1155년) 2월 25일 - 검비위사별당을 사퇴하고, 7월에 황후궁대부도 사퇴한다.
- 호겐
  - 원년 (1156년) 8월 29일 - 임대장 겸선지가 하사되고, 9월 8일에 우대장.
  - 2년 (1157년) 8월 19일 - 곤다이나곤. 같은 달 21일, 우대장은 전과 같이.
- 에이랴쿠 원년 (1160년) 7월 27일 - 임대신 겸선지가 하사되고, 8월 11일에 우대신. 같은 달 12일에 우대장은 전과같이 한다는 선지가 있어, 제일 위의 선지.
- 오호 원년 (1161년) 8월 11일 사망.

## 인물상
고시라카와 천황이 양위를 받아 즉위하자, 딸 킨시/요시코는 중궁이 되었고, 고시라카와 천황 재위 중인 호겐 원년 (1156년)에 우근위대장, 호겐 2년 (1157년)에 곤다이나곤으로 급속승진하였다.
니조 천황의 요청에 의한, 후지와라노 마사루코 재입내에 대해서는 『헤이케모노가타리(平家物語)』에서는 적극적, 『이마카가미(今鏡)』에서는 곤혹스럽다는 태도 차이가 있다. 에이랴쿠 원년 (1160년) 7월에 정2위 우대신이 되지만, 이듬해 8월에 현직인 채, 47세의 나이로 사망했다.
다재다능하고, 관현・우타・낭영 등이 뛰어나며, 노래에 관해서는 매형인 후지와라노 토시나리나 옛 가신이었던 사이교와 교섭이 깊었다. 『사화와카집(詞花和歌集)』 이하, 칙찬집에 32수가 들어가 있다.

## 계보
- 아버지 : 토쿠다이지 사네요시
- 어머니 : 후지와라노 아키타카의 딸
- 아내 : 후지와라노 코우시 (豪子) - 후지와라노 토시타다의 딸
  - 딸 : 후지와라노 킨시/요시코 (1134년 - 1209년) - 고시라카와 천황의 중궁
  - 딸 : 보몬노도노(坊門殿) - 고시라카와 천황의 궁인. 아츠코/쥰시 내친왕의 생모
  - 아들 : 토쿠다이지 사네사다 (1139년 - 1192년)
  - 딸 : 후지와라노 마사루코 (1140년 - 1202년) - 고노에 천황의 황후이자 니조 천황의 황후
  - 아들 : 후지와라노 사네이에 (1145년 - 1193년)
  - 아들 : 후지와라노 사네모리 (実守, 1147년 - 1185년)
  - 아들 : 후지와라노 킨히라 (公衡, 1158년 - 1193년) - 형 사네모리의 양자가 됨
- 생모 불명의 자녀
  - 아들 : 킨케이 (公慶)
  - 아들 : 사네우타 (実宴)
  - 아들 : 사네마키 (実任)
  - 아들 : 지츠젠 (実全, 1141년 - 1221년) - 천대좌주
  - 아들 : 사네카네 (実印)
  - 아들 : 사네카이 (実快)
  - 딸 : 후지와라노 모로나가의 아내
  - 딸 : 후지와라노 미치시게의 아내
  - 딸 : 후지와라노 쿠니츠나의 아내
  - 딸 : 미나모토노 스케카타의 아내